# 筒井徳二郎
筒井 徳二郎（つつい とくじろう、1881年‐1953年）は、明治から大正、昭和と活動した俳優。関西では腕利きの新派・剣劇役者、大正後期から剣劇団を率いた。進取の気に富み、翻訳劇もやれば、歌舞伎も新解釈で上演するなど、多芸多才、どんな芝居もこなした。1930年から翌年にかけての海外22ヵ国巡業で、成功を収める。

## 略年譜
- 1881年‐大阪府西区（当時）新町通の芸者、辻村与里を母として生まれる。父は北区冨島町の材木商（京徳本店）、十七代目筒井徳右衛門。本名は徳治郎。
- 1882年‐父、徳右衛門の籍に入籍。
- 1897年‐奉公先を抜け出し、京都で芝居の一座に潜入、廃嫡となる。
- 1898年または翌年、関西新派の福井茂兵衛に入門。
- 1900年‐道頓堀・弁天座、佐藤歳三一座の芝居に出演。当時の芸名は千島小二郎。
- 1904年‐入営し、歩兵として日露戦争に出征。負傷。戦功により勲七等瑞宝章を受ける。
- 1905年‐成美団に入り、道頓堀・朝日座に出演。共演者に師匠の福井、秋月桂太郎、喜多村緑郎、小織桂一郎、山田九洲男らがいた。
- 1907年‐一座を率い、1913年頃まで朝鮮、満州、台湾の各地を巡る。多くの役者と出合い、多種多様の芝居に挑戦して、修業を積む。
- 1915年‐都築文男らと神戸・多聞座に出演。笹川シカと結婚。
- 1916年‐笹川シカと離婚。この年から山田九洲男一派の連鎖劇に参加。
- 1919年‐筒井徳二郎に改名。道頓堀・弁天座で芸術座出身の辻野良一、三好栄子らと新派劇団・新声劇（松竹専属）を旗揚げ。
- 1920年‐大礒エイと結婚。新声劇は中田正造らの新国劇脱退者が加入、剣劇専門劇団に。
- 1921年‐新声劇で人事主任を担当、その後、同劇団を脱退。
- 1923年‐剣劇団を旗揚げ、1927年頃まで京阪神・中京・九州等で活躍。歌舞伎・講談種に新工夫した髷物や幕末維新史劇で、猛烈な立ち回りを取り入れて評判をとる。「旭旗風」（近藤勇）「元禄の快挙」「江藤新平」「河内山宗俊」「幡随院長兵衛」「荒木又右衛門」等。
- 1928年‐道頓堀・弁天座公演から、山口俊男らの新潮座（松竹専属）に参加。
- 1930年‐ロサンゼルスの日系人興行会社から招待を受け、翌年にかけ1年3ヵ月、欧米22ヵ国を巡業。各地で反響を呼び、「世界の剣劇王」と称えられた。
- 1931年‐宝塚中劇場で帰朝記念公演。その後、国内での活動を再開するが、渡航前ほどの勢いがなくなる。
- 1941年‐溝口健二監督の映画「元禄忠臣蔵」に、大野九郎兵衛役で出演。
- 1945年‐3月14日、大阪大空襲で天王寺の自宅が全焼、京都・嵐山に移り住む。8月7日、広島の原爆跡地で友人を捜し出す。
- 1953年‐再生不良性貧血で死亡。享年71歳。

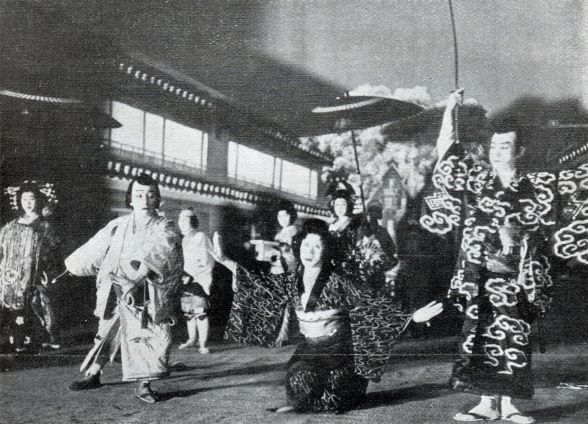
歌舞伎の翻案「恋の夜桜」、右端が不破に扮する筒井。

## 海外22ヵ国巡業について
- 筒井徳二郎は世界恐慌下の1930年1月から翌年4月にかけて1年3ヵ月、海外21ヵ国を巡り（筒井自身は22ヵ国といっている）、62ヵ所の劇場で公演したことが確認されている。ロサンゼルスの日米興行社長、安田義哲はニューヨークの檜舞台で、米人相手に興行することが多年の念願で、剣劇界の元老といわれた筒井徳二郎に白羽の矢をたてた[2]。座員のパスポート（1929年12月26日付発行）によれば、最初は米国公演だけが目的だった。ロサンゼルス公演の後、ニューヨーク・ブロードウェイのブース劇場に乗り込む。在米舞踊家の伊藤道郎が米人向けに脚色・演出を担当、演目は歌舞伎の翻案「恋の夜桜」（「鞘当」と「京人形」の合成）、剣劇「影の力」（「国定忠治」外伝）、舞踊「祭り」（獅子物）だった。このニューヨーク公演で有名な興行師の目にとまり、パリ公演が実現する。
- パリでは当地画壇の寵児・藤田嗣治や日仏混血の作家・キク・ヤマタらの協力の下、欧州最新最大の劇場ピガール座において公演（演目として「勧進帳」が加わる）、大成功を収める。そのため欧州中から公演の申し込みが殺到することになる。すなわちベルギー、北欧の諸都市、ロンドン、バルセロナ、スイス諸都市の後、ベルリンをはじめとするドイツ諸都市、プラハ、ブダペスト、ウィーン、ハーグ、イタリア諸都市を巡り、さらにバルト沿岸・東欧諸国の都市にまで足を運んだ。筒井以降で、一度にこれだけの規模で海外公演を行った日本の俳優はいない。欧州公演では他に歌舞伎の翻案「光秀」（「絵本太功記」十段目）、舞踊三種「狐忠信」「面踊」「元禄花見踊」、舞踊「春の踊り」、剣劇「武士道」が演じられた。
- 海外での上演はすべて日本語で行った。筒井をよく知る元歌舞伎俳優の証言[3] によれば、彼は驚くほど歌舞伎に精通していたようだ。その筒井が、歌舞伎や剣劇を初めて見る（予備知識のない）外国人にも容易に理解できるように大胆に脚色、演出し、身体演技を強調して上演、なおかつ日本演劇のエッセンスが伝わるように工夫した[4]。ドイツの代表的な劇評家ヘルベルト・イェーリングは筒井一座の芝居について「日本語が一言もわからなくても、基本的な状況はつかめるであろう」[5] といったという。 「勧進帳」で弁慶に扮する筒井。

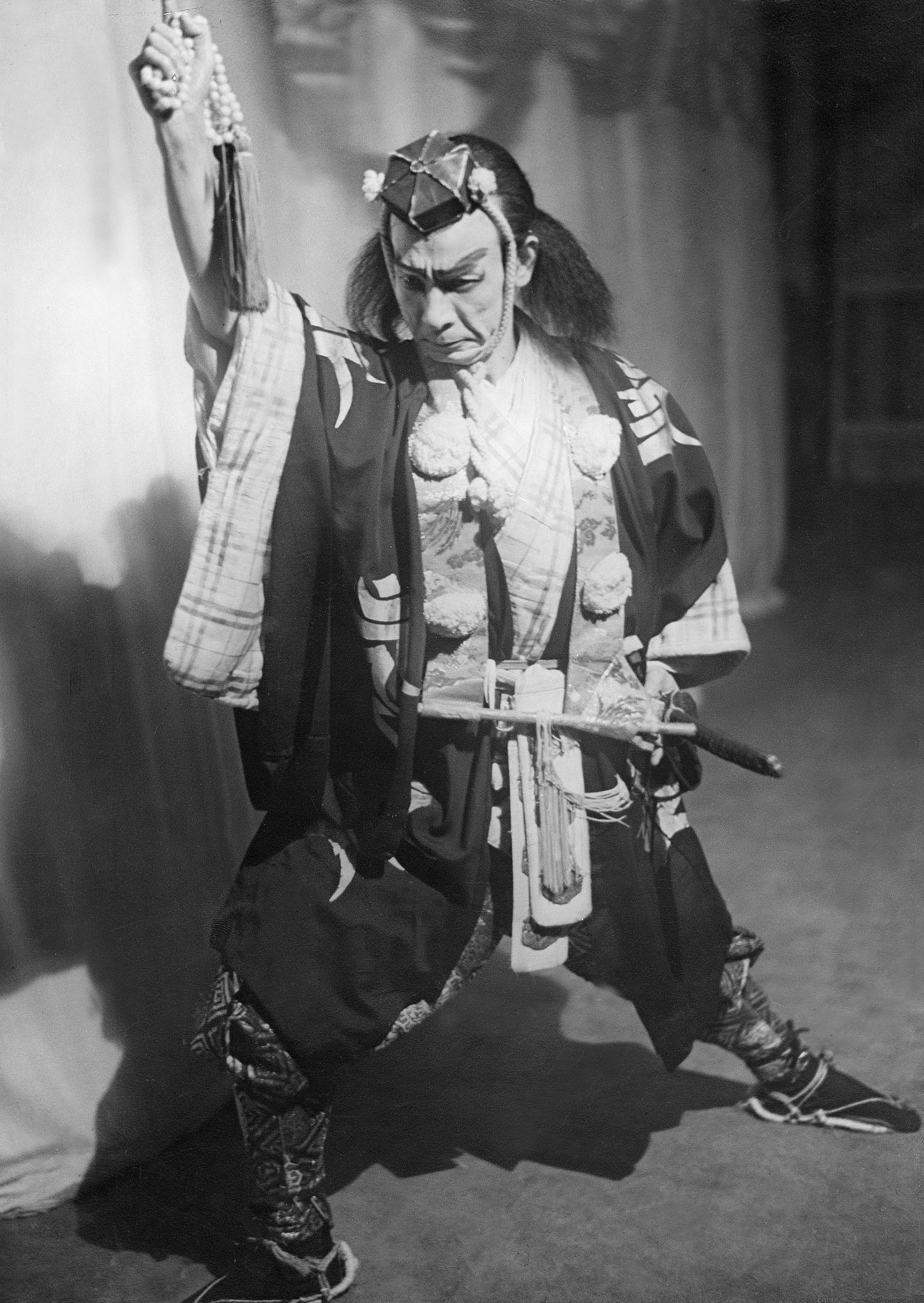
「勧進帳」で弁慶に扮する筒井。

- こうして筒井は公的支援のない昭和初期、しかも大恐慌の最中に、日本演劇を携えて海外22ヵ国巡業を敢行、王侯貴族から一般庶民にいたるまで、何十万もの人々に感銘を与えて、「世界の剣劇王」と称えられた。しかしそればかりではない。フランスのジャック・コポーやシャルル・デュラン、ドイツのエルヴィーン・ピスカートアやベルトルト・ブレヒト、ロシアのフセヴォロド・メイエルホリドなど、西洋の著名な前衛演出家たちが、筒井の芝居から演劇改革のための有益な示唆を受けていた[6]。コポーは「演劇の生命、それは日本の役者が豊かに持っている寡黙な沈黙の中に躍動している動きである」[7] とまでいって賞賛した。一方、国内では宝塚歌劇（当時は宝塚少女歌劇）の坪内士行が、筒井の海外公演の方法は翻って、伝統文化が薄れていく近代日本においても、新しい国民劇創成のヒントになりえるものだと述べた[8]。したがって筒井の海外公演は、国際親善に貢献したばかりでなく、日欧双方の近代演劇が抱える問題にも光を当てる性質のものだったと考えられる。日本の伝統演劇の本格的な海外進出は、第二次世界大戦後にようやく始まった。そのための地ならしの役目を、つとに知られている川上音二郎一座、花子 (女優)一座とともに、この筒井徳二郎一座が果たしていたといってよいだろう[9]。